# ウィリアム・モーズリー
ウィリアム・モーズリー（William Moseley, 1987年4月27日 - ）は、イギリスの俳優。身長184cm。

## 来歴
イギリス、コッツウォルズ地方のグロスターシャーのシープスコム生まれ。父は撮影監督のピーター・モーズリー。グロスターシャーのストーンハウスにある、Wycliffe Collegeに通っていた。そこでもずば抜けた演劇の腕を発揮。
1998年テレビ映画『Cider with Rosie』でエキストラとしてテレビに出演した際、キャスティング・ディレクターの目に留まり、その推薦で2005年、映画『ナルニア国物語』シリーズのピーター・ペベンシー役のオーディションを受け見事大役を射止めた。

## 人物
『ナルニア国物語』で共演したアナ・ポップルウェル、スキャンダー・ケインズ、ジョージー・ヘンリーとは映画でのペベンシー4兄妹以上に仲が良い。特にルーシー役のジョージーは彼を慕っている。

## 主な出演作品

### 映画
| 公開年 | 作品名                                                                                              | 役名                   | 備考 |
| ------ | --------------------------------------------------------------------------------------------------- | ---------------------- | ---- |
| 2005年 | ナルニア国物語/第1章: ライオンと魔女 The Chronicles of Narnia: The Lion, the Witch and the Wardrobe | ピーター・ペベンシー   |      |
| 2008年 | ナルニア国物語/第2章: カスピアン王子の角笛 The Chronicles of Narnia: Prince Caspian                 | ピーター・ペベンシー   |      |
| 2010年 | ナルニア国物語/第3章: アスラン王と魔法の島 The Chronicles of Narnia: The Voyage of the Dawn Treader | ピーター・ペベンシー   |      |
| 2016年 | デッド・フレンド・リクエスト Friend Request                                                         | タイラー・マコーミック |      |
| 2016年 | マイ・プレシャス・リスト Carrie Pilby                                                               | サイ                   |      |
| 2019年 | ザ・クーリエ The Courier                                                                            | ブライアント           |      |

### テレビ映画
| 放送年 | 放送局 | 作品名                 | 役名 | 備考 |
| ------ | ------ | ---------------------- | ---- | ---- |
| 2002年 |        | チップス先生さようなら |      |      |

## 参照
1. ↑  “The Boys Of 'Narnia'”. CBS News. (2005年12月16日)
2. ↑  http://web.mac.com/mjayland/iWeb/Family%20Tree/persons/person162.html